# The New Adventures of Old Christine
The New Adventures of Old Christine (llamado Las aventuras de Christine en España y Las nuevas aventuras de Christine en Latinoamérica) es una comedia de situación estadounidense protagonizada por Julia Louis-Dreyfus en el papel de una madre soltera recientemente divorciada. Old Christine, como se llama comúnmente, es una producción de Warner Bros. y fue creada por el escritor Kari Lizer, quien también es el productor ejecutivo del show. La serie se estrenó en el canal CBS el 13 de marzo de 2006 y se desarrolló hasta la quinta temporada.
El 18 de mayo de 2010, la cadena CBS anunció la cancelación de la serie.

## Sumario
En la serie, Louis-Dreyfus interpreta a Christine Campbell, una madre divorciada y un poco neurótica, propietaria de un gimnasio para mujeres, que se encuentra en una constante lucha para mantenerse a la par con los que la rodean. Un accesorio frecuente en su vida es su exmarido Richard (Clark Gregg), cuya nueva novia (Emily Rutherfurd) también se llama Christine (de ahí el apodo de «Old Christine» para el personaje de Louis-Dreyfus). Christine también lucha contra su complejo de inferioridad ante las «mamás malas», Marly (Alex Kapp Horner) y Lindsay (Tricia O'Kelley), en la escuela privada de su hijo Ritchie. El actor Hamish Linklater interpreta a Matthew, el hermano de Christine, y la ganadora del Emmy, Wanda Sykes, interpreta a la mejor amiga de la protagonista.
En la serie han aparecido gran número de actores conocidos en papeles invitados o recurrentes como Blair Underwood, Dave Foley, Scott Bakula, Andy Richter y Jane Lynch.

### Primera temporada
La primera temporada de la serie está conformada por 13 episodios y fue estrenada el 13 de marzo de 2006; inició con la creación de la premisa del programa. En esta temporada, Christine recién ha matriculado a su hijo Ritchie en una elegante escuela privada, donde constantemente es humillada por Marly y Lindsay, unas madres no trabajadoras, a las que Christine llama las «mamás malas». Encima de todo, Christine acaba de descubrir que su exmarido, Richard, ha empezado a salir con una mujer mucho más joven, que también se llama Christine. Para distinguir entre las dos, la exesposa pasa a ser la «Vieja Christine», y la joven novia pasa a ser la «Nueva Christine». Christine tiene una breve aventura con Burton, pero no dura mucho pues Christine es incapaz de comprometerse con la relación y decirle que lo ama. En el final de temporada, Christine besa a Richard, causando la ruptura de él con la Nueva Christine.

### Segunda temporada
Se lanzaron 22 episodios, y fue estrenada el 18 de septiembre de 2006. Después del beso entre Richard y Christine, Richard empieza a pasar mucho más tiempo en la casa de su exesposa, y ambos entablan una relación armónica, llevando a Ritchie a creer que sus padres han vuelto, y a Matthew a creer que Richard va a volver a vivir en la casa, y él tendrá que irse. Cuando Ritchie les dice a todos en su clase, incluyendo al nuevo y muy atractivo profesor, el Sr. Harris (Blair Underwood), que sus padres han vuelto, Christine se da cuenta del error que cometieron Richard y ella al no explicarle a Ritchie que no lo habían hecho. Richard le dice a Christine que tal vez sí deberían volver, pero Christine se niega. Richard y la Nueva Christine vuelven y Christine empieza a salir con un hombre mayor (Scott Bakula), para después darse cuenta de que es el padre de la Nueva Christine. Esto causa situaciones incómodas entre la Nueva Christine, el papá de la Nueva Christine y la Vieja Christine; Barb, la mejor amiga de Christine, decide empezar a trabajar en el gimnasio con ella. Christine se enamora del nuevo maestro de Ritchie, el Sr. Harris, pero por ser este el maestro de su hijo, deciden que es mejor no tener nada. En el final de temporada, Richard y la Vieja Christine tienen sexo, después que él ha vuelto a romper con la Nueva Christine. Esto causa que la Vieja Christine crea que está embarazada, pero esto es prontamente descartado. Al final, la Nueva Christine decide volver con Richard, y el Sr. Harris decide tomar un trabajo en una nueva escuela para poder estar con Christine.

### Tercera temporada
Fue programada como un reemplazo de mitad de temporada en la CBS, con 13 episodios programados. Debido a la huelga de guionistas de 2007, la tercera temporada consistió solo de 10 episodios. Se estrenó el 4 de febrero de 2008. Christine y el Sr. Harris tienen una relación que va lentamente, hasta que el horario de Christine se vuelve demasiado caótico, a través de la temporada, causando que el Sr. Harris la deje. Mientras tanto, Richard y la Nueva Christine llevan su relación a otro nivel y compran una casa juntos, la que coincidencialmente era la misma que Christine siempre soñó comprar, generándole una crisis de envidia. Barb deja a su marido y tiene una breve aventura amorosa con Matthew, lo que causa horror en Christine.

### Cuarta temporada
Consistió en 22 episodios, estrenada el 24 de septiembre de 2008. Como Barb se divorció, está enfrentando la deportación a las Bahamas, de donde es originaria. Christine decide casarse con ella, en una falsa boda lesbiana, para mantener a su mejor amiga en el país. Richard y la Nueva Christine se comprometen, mientras Matthew, que empezó la carrera de Medicina para después dejarla por la carrera de Psicología, se enamora de una de sus pacientes. Cristina tiene una breve relación con un hombre obsesivo llamado Patrick, mientras que ella y Barb deciden convertir su gimnasio en un spa, para luego descubrir que en realidad se ha convertido en un burdel. El día de la boda de Richard y la Nueva Christine, la Vieja Christine ―que había vuelto brevemente con el padre de la Nueva Christine― es dejada con el corazón roto cuando descubre que él está comprometido. Esto causa que Richard se ponga de lado de la Vieja Chistine, dejando a la Nueva Christine enojada y celosa, plantándolo en el altar. Mientras tanto, la farsa de Barb y Christine es descubierta por un oficial de inmigración, que se lleva a Barb a la prisión para deportarla.

### Quinta temporada
Consistió en 21 episodios, estrenada el 23 de septiembre de 2009. Siguiendo con el arresto de Barb, Christine y Matthew viajan a las Bahamas para encontrar a una persona que pueda darle a Barb una visa falsa a los Estados Unidos para cuando la deporten a las Bahamas. Durante la estadía de Barb en la cárcel, Dave, el oficial de Inmigración que la encerró, constantemente la visita, demostrándole su interés romántico, y ofreciéndole una salida, no solo de la prisión sino de la posibilidad de ser deportada: comprometerse con Richard; Richard intenta ganarse nuevamente el amor de Nueva Christine, y se muda temporalmente con Matthew a un nuevo apartamento. Christine empieza a ir a terapia, pero se siente atraída hacia su terapeuta, Max. Christine en algún momento deja la terapia, y ella y Max empiezan una relación. La Nueva Christine anuncia que está embarazada, reanudando su relación con Richard. Al final la Nueva Christine da a luz a una niña. Mientras tanto, Barb se compromete con un reacio Dave. El final de la temporada llega cuando Christine se compromete con Max, pero ella se siente intimidada por sus muy educados amigos, así que decide regresar a la universidad.

## Elenco y personajes

### Personajes principales
- Christine Campbell (Julia Louis-Dreyfus) (apellidada de soltera Kimble), El personaje principal de la serie, es la dueña y la gerente de un gimnasio «solo para mujeres». Tiene numerosas neurosis: a pesar de sufrir de un sentimiento de insuficiencia, puede ser bastante egoísta y egocéntrica. La mala suerte de Christine en las relaciones amorosas continuó incluso después de su divorcio, e incluye una fallida relación con el papá de la Nueva Christine, el profesor de su hijo y su excuñado. Christine está obsesionada con ser vista como socialmente progresiva y liberal, y se casó con su mejor amiga Barb cuando esta estuvo en riesgo de ser deportada, pero este matrimonio terminó rápidamente, porque en ningún modo protegía a Barb. Christine terminó la serie envuelta en otra relación disfuncional con su terapeuta Max. Nunca se revela su edad.
- Richard Campbell (Clark Gregg), Es el exmarido de Christine, que se encuentra presente en su vida en una gran medida. Después de divorciarse de Christine, encontró el amor en otra mujer llamada Christine, a quien apodan la Nueva Christine. Sufre de problemas con el compromiso, y solo después de mucho tiempo, y ante el riesgo de perderla, se comprometió con la Nueva Cristine. La presencia constante de Richard en la vida de su exmujer, causa varios roces con la Nueva Christine, y fueron la razón para que ella huyera de su boda dejanto a Richard plantado. Después de mucho intentar volver con ella, Richard por fin acepta que no lo quiere de vuelta, pero ella aparece un mes después en su casa furiosa, revelando que está embarazada.

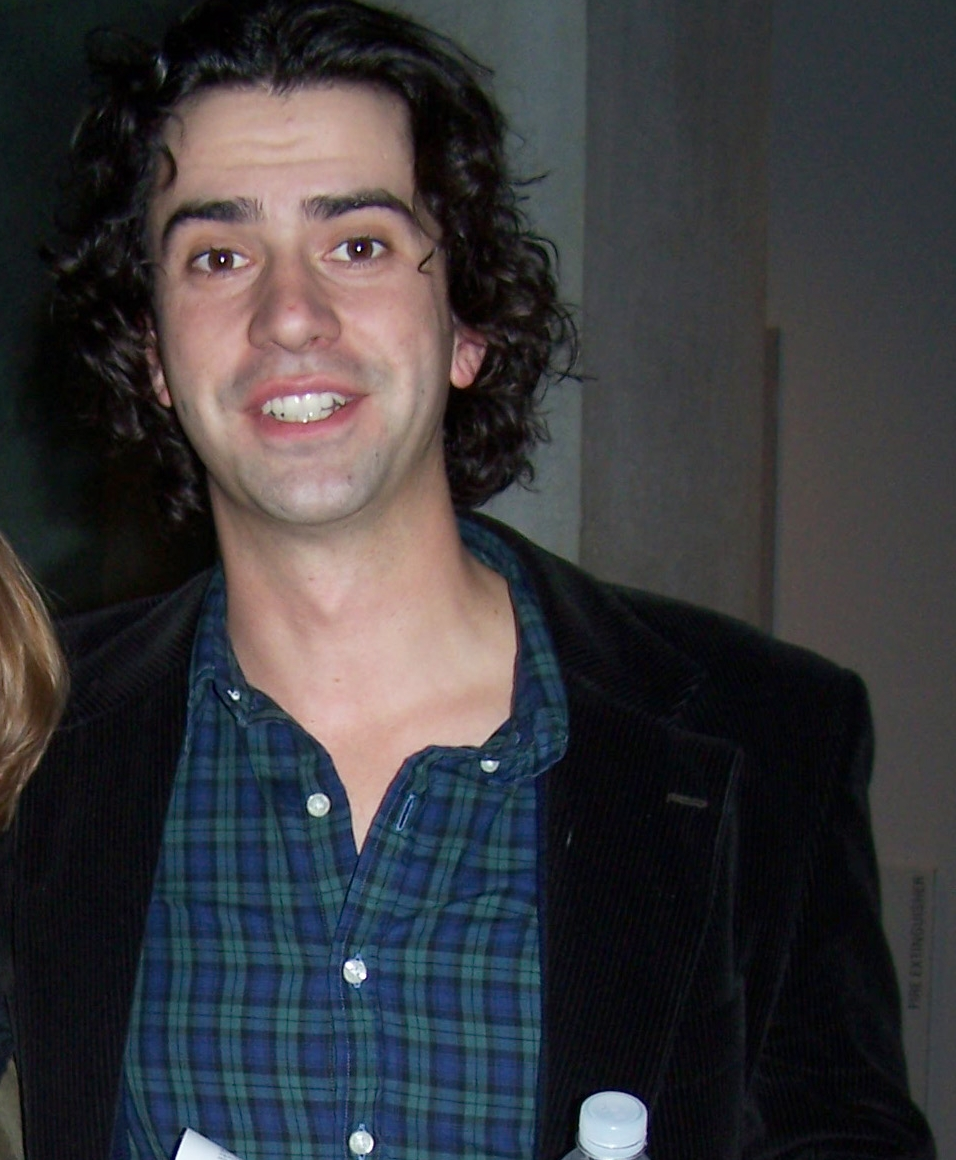
El actor Hamish Linklater interpreta al hermano de la Vieja Christine.

- Matthew Kimble (Hamish Linklater), es el despistado hermano de Christine, que vive con ella, y a menudo actúa como el hombre en la vida de su neurótica hermana. Matthew ha tenido problemas encontrando una carrera a seguir: primero entró a la escuela de medicina, para luego dejarla, y finalmente se decide a seguir la carrera de psicoterapeuta. Sufre de un poco natural apego a su madre (a quien besa en la boca, y con quien habla varias veces al día) y la relación con su hermana es clasificada por muchos como extraña, pero ha tenido infructuosas relaciones con varias mujeres, y es dejado con el corazón roto. Matthew al final de la serie se muda de la casa de Christine y comparte un bonito apartamento con Richard.
- Barb o Barbara Jean (Wanda Sykes), es la graciosa amiga de Christine y su socia en el gimnasio. Christine frecuentemente la llama «Mi amiga negra Barb». durante su época en la universidad la llamaban «B. J.», pero según ella la dejaron de llamar así «por varias razones», las cuales no dice. Barb es divorciada y en la cuarta temporada se revela que es de las Bahamas y que no es una ciudadana estadounidense. Barb es seca, y tiene un sentido del humor sarcástico, y nunca se entusiasma con ninguno de los planes de Christine. Richard le teme y Matthew se siente atraído hacia ella. Barb y Christine contraen matrimonio a principios de la cuarta temporada, para evitar que Barb fuera deportada, pero su matrimonio entre personas del mismo sexo terminó haciéndoles perder la propiedad del gimnasio. Como perdieron el gimnasio, Barb vendió su apartamento para construir un nuevo negocio, y se casó con Richard para eliminar la posibilidad de la deportación. Además se comprometió con Dave, al que conoció en la boda de Richard y la Nueva Christine. Desafortunadamente, Dave odia a Barb y solo le propuso matrimonio porque pensaba que así ella rompería con él, pero ella aceptó.
- Christine Hunter (Emily Rutherfurd), es la nueva novia «tonta y rubia» de Richard, una frecuentemente frustrada y confundida joven, a quien llaman «Nueva Christine». Ella se enoja por la amistad que hay entre Richard y la Vieja Christine, quien la trata con condescendencia, causando varios problemas entre Richard y ella. También se frustra por la tranquilidad con la que Richard ha decidido tomar su relación y su falta de compromiso hacia ella. Huyó de su boda, y está soltera y guarda un gran resentimiento contra Richard por arruinar su boda, y también se enfurece cuando se entera de que está embarazada, a pesar de que Richard le había dicho que se había hecho la vasectomía, pues habían decidido no tener niños por el momento. Al final de la temporada 5, la Nueva Christine da a luz a una niña, Dakota Christine Hunter Campbell.
- Ritchie Campbell (Trevor Gagnon), es el adorable hijo de Christine y Richard, que va a una elegante escuela privada. Frecuentemente sobreprotegido por su madre, su falta de maneras masculinas ha comenzado a preocupar a su padre.
- Marly y Lindsay (Alex Kapp Horner y Tricia O'Kelley), conocidas también como las «mamás malas», son dos crueles madres ricas, cuyos hijos asisten a la escuela de Richie. Son vistas como las «reinas» de la escuela, aunque claramente Marly domina a la servil Lindsay (Lindsay incluso quedó embarazada al mismo tiempo que Marly, para que Marly no tuviera que pasar por el embarazo sola, y no solo a ella se le arruinara el cuerpo). Frecuentemente hacen sentir inferior a Christine, creándole un afán por hacerlas sentir mal a ellas también. Sin embargo, Christine fue la que las apoyó cuando las dos entraron en labores de parto al mismo tiempo.

### Personajes secundarios
- Mike Gay (Tom Papa), aparece en la tercera temporada. Es el único amigo de Christine en Westbrigde, pues se parece en ella en que es divorciado y que no es rico.
- Patético Stan (Andy Richter), es un padre divorciado y objeto de burlas en Westbridge. Christine se encuentra incapaz de no dormir con él. Más tarde anuncia por qué lo encuentra tan irresistible. (Aparece en las temporadas 1-3).
- Papa Jeff Hunter (Scott Bakula), Originalmente es una cita de Christine, pero pronto descubren que es el papá de Nueva Christine. En la boda de Richard y Nueva Christine, Jeff y Christine reanudan su relación. Christine se da cuenta de que está comprometido. (Aparece en las temporadas 2, 4 y 5).
- Tom (Dave Foley), es un asociado de Richard y está obsesionado con Christine. Después de haberse enfermado en una desastrosa primera cita con ella, Richard les vuelve a arreglar una cita, y esa vez Christine lo usa por su dinero, pero Tom la deja luego de pensar que los intentos de seducción de Christine son repulsivos. (Temporadas 2, 3 y 5).
- Daniel Harris (Blair Underwood), era profesor de Ritchie hasta que renuncia para poder salir con Christine. Christine ha estado enamorada de él desde hace mucho tiempo y a pesar de que sus citas han salido bien, Daniel considera que el horario de Christine es demasiado complicado para llevar una relación con él. (Temporadas 2, 3 y 5).
- Ali (Amy Farrington), es una empleada tranquila y tímida pero sorprendentemente ingeniosa del gimnasio. Cuando Barb entra a ser socia del gimnasio, es evidente que Christine nunca le cayó bien. (Temporadas 1-4).
- Mrs. Belt (Jordan Baker), Fue la maestra de tercer grado de Ritchie. Temporada 1
- Burton Shaffer (Matt Letscher), Es una cita de Christine, con el que sale varias veces. Christine fue la que los separó la primera vez, pues era incapaz de decirle que lo amaba. Cuando lo ve, luego de un tiempo, en una feria del colegio de Richard, se da cuenta de que quiere seguir saliendo con él, pero él ya tiene novia, quien también se llama Christine. Posteriormente, cuando se encuentran en el pasillo de la oficina del terapeuta de él, vuelven a salir, pero él estaba tan diferente y extraño que Christine no pudo soportarlo y se vio obligada a tomar somníferos para poder soportar la cita con él. Luego descubren que ambos estaban drogados durante la cita, y que ninguno de los dos soporta al otro. (Temporada 1-2).
- Ashley (Lily Goff), la hija cabezahueca de Marly. (Temporadas 1-4).
- Kelsey (Marissa Blanchard), la hija de Lindsay con tendencias lesbianas. (Temporadas 1-4).
- Kit/Mrs. Nunley (Nancy Lenehan), la enérgica directora de la escuela de Ritchie. Lenehan, quien después se convirtió en un personaje secundario recurrente como la Sra. Nunley, interpretó en la primera temporada a un completamente distinto personaje. (Temporada 1, 2 y 5).
- Pete (Anthony Holiday), exmarido de Barb. Parece tener pocas emociones. (Temporadas 1 y 2).
- Mrs. Wilhoite (Mary Beth McDonough), profesora y una de las mamás malas de la escuela. (Temporadas 1-4).
- Ms. Hammond (Jane Lynch), asesora de ética y profesora de gimnasia en la escuela. (Temporada 2).
- Lucy (Michaela Watkins), expaciente de Matthew, quien se encuentra atraída hacia las figuras de autoridad. Matthew no puede evitarlo y empieza a salir con ella. Inesperadamente, los dos se enamoran y tienen una relación seria. Se mudan juntos, pero desafortunamente, ambos exhiben cualidades negativas que llevan a una fea ruptura. (Temporada 4).
- Patrick Harris (Tim DeKay), es el nuevo novio de la Vieja Christine. Se conocen en una tienda de video y comienzan a salir. Patrick resulta tener un problema serio de rabia pues es un mal perdedor y Christine temerosamente rompe con él.
- Joe Campbell (Charles Esten), es el hermano de Richard. Joe pasa una noche en la casa de la Vieja Christine durante una visita, la besa y le revela que es gay. Vive en San Francisco y regresa para la despedida de soltero de Richard. Se pone celoso por no ser el padrino de Richard en su boda. Temporadas 2 y 4
- Todd Watski (Lee Tergesen), fue el rival de la Vieja Christine durante la primaria. Cuando ella descubre que él también tiene a su hijo estudiando en la escuela de Ritchie, decide vengarse. Luego lo usará como su cita en el ensayo de la boda, para poner celoso a Richard, pero descubre que sigue siendo un idiota. (Temporada 4).
- Amy Hunter (Constance Zimmer), es la hermana de la Nueva Christine. Amy es notablemente diferente a su hermana, pues es mucho menos tonta que su hermana, y mucho más centrada. Conoce a Matthew en el ensayo de la boda y los dos comienzan a filtrear. Matthew cree haberse enamorado, pero ella al final le dice que se volverá a su casa. (Temporada 4).
- Director Merrow (Stephen Tobolowsky), es el director de la preparatoria Westbridge. Tiene muy poca tolerancia por el comportamiento neurótico de Christine. (Temporada 4).
- Max (Eric McCormack), es el terapeuta de Christine y su interés amoroso, y es el mentor de Matthew. Christine y Max comparten una mutua atracción, a pesar de que Christine es su única paciente en el momento. Max ha tenido su licencia suspendida numerosas veces por mantener relaciones con sus pacientes. Matthew ha demostrado que desaprueba profundamente que su hermana salga con su mentor. (Temporada 5).
- Dave (James Lesure), es un oficial de Inmigración, que Barb conoció en la boda de Richard y la Nueva Christine. A pesar de que él la llevó para que la deportaran a las Bahamas, encuentra una manera de mantenerla en el país, pues se siente atraído hacia ella. Cuando su relación empieza a progresar, Dave empieza a odiar a Barb. Le propone matrimonio creyendo que así Barb rompería con él, pero ella acepta. (Temporadas 4 y 5).

### Notables estrellas invitadas
- Dr. Palmer (Jason Alexander), ginecólogo de Christine. En la famosa serie cómica Seinfeld él representaba a George Constanza, compañero de Julia Louis-Dreyfus (que interpretaba a Elaine Benes).
- Audrey (Sandra Bernhard), un activista de la promoción de la perforación petrolera costa afuera, que se opone a la causa que apoya Christine.
- Claire (Rachael Harris), recién casada con un amigo de Christine de la universidad.
- Belinda (Ana Ortiz), una centrada mamá portuguesa de la escuela de Ritchie, que resulta ser la criada de la casa de Marly, y la amante de su marido.
- Timmy (Ben Feldman), un joven y ambicioso abogado a quien la Nueva Christine emparejó con Christine.
- Shelley (Gigi Rice), la protectora mamá de Timmy.
- Ben (Matthew Glave), amigo de la universidad de la Vieja Christine y recién casado con Claire.
- Neil (Jeffrey Tambor), dueño del Club de Reptiles al cual Ritchie quiere entrar. Christine acuerda salir en una cita con él para que deje entrar a Ritchie a su club.
- Liz (Helen Slater), una mamá de la escuela de Ritchie, quien filtrea y emplea a Matthew al mismo tiempo.
- Father Christopher (Ed Begley, Jr.), un amigable ministro que intenta que Christine se sienta cómoda en la iglesia.
- Ángela (Brenda Blethyn), la neurótica madre de Christine.
- Margaret (Megan Mullally), consejera corporativa de la compañía de la cual es franquicia el gimnasio de Christine y Barb.
- Francie (Kristen Johnston), una mamá en la escuela de Ritchie, y una muy necesitada amiga de Christine.
- Howard (Corbin Bernsen), un muy poderoso abogado que Christine contrata para su divorcio de Barb.
- Agnes (Marion Ross), una mujer anciana que Richard intenta desalojar de su propio apartamento.
- Tracey (Jennifer Grey), una mujer apasionada a quien Christine empareja con Richard. (La actriz Jennifer Grey es la esposa del actor principal de la serie, Clark Gregg).
- Frances (Amy Sedaris), una víctima de los abusos de Christine cuando niña, y a quien ella intenta recompensar.
- Jeannie (Molly Shannon), la vecina excéntrica de Christine, quien ofrece una desastrosa fiesta de festividad para el barrio.

## Recepción
El sitio web Metacritic, le dio una puntuación de 64, lo que equivale a su resumen de «críticas generalmente positivas», que 16 de 26 críticos consideraron como positivo. Una nota de Los Ángeles Times dice «Louis-Dreyfus hace a Christine fresca y real» y el programa tiene un «encanto seco y un buen tono de ironía cariñosa».
Después de ganar 12 millones o más de espectadores consistentes en la primera temporada y comienzo de la segunda temporada, los fanes respondieron mal a un cambio de horario, y perdió alrededor de 5 millones de espectadores. En la tercera temporada, recuperó su horario anterior y ganó unos cuantos millones. Mientras la serie progresaba, las comedias incluidas en la noche comenzaron a transmitir nuevos episodios, y Old Christine tuvo sus espectadores originales, el final episodio de la temporada, los espectadores eran estimados de unos 12.4 millones.
Desde la cuarta temporada hasta su cancelación, el programa permaneció los miércoles. A pesar de sus bajos índices de audiencia, las críticas seguían siendo relativamente positivas hasta el episodio final.

## Lanzamiento en DVD
| Nombre del DVD             | Región 1            | N.º de discos | N.º de episodios |
| -------------------------- | ------------------- | ------------- | ---------------- |
| The Complete First Season  | 15 de enero de 2008 | 2             | 13               |
| The Complete Second Season | 24 de junio de 2008 | 4             | 22               |
| The Complete Third Season  | 27 de julio de 2010 | 2             | 10               |

## Premios y nominaciones
| Premiación                                                                                | Resultado |
| Art Directors Guild Awards:                                                               |           |
| 2007: Television - Multi-Camera Television Series                                         | Nominada  |
| Premios Emmy:                                                                             |           |
| 2006: Outstanding Lead Actress in a Comedy Series (Julia Louis-Dreyfus).                  | Ganadora  |
| 2007: Outstanding Lead Actress in a Comedy Series (Julia Louis-Dreyfus).                  | Nominada  |
| 2008: Outstanding Lead Actress in a Comedy Series (Julia Louis-Dreyfus).                  | Nominada  |
| 2006: Outstanding Cinematography for a Multi-Camera Series                                | Nominada  |
| 2008: Outstanding Art Direction for a 30-Minute Series                                    | Nominada  |
| Globos de Oro:                                                                            |           |
| 2007: Best Performance by an Actress in a Television Series - Musical or Comedy           | Nominada  |
| Humanitas Prize Awards:                                                                   |           |
| 2007: 30 Minute Category                                                                  | Ganadora  |
| Image Awards:                                                                             |           |
| 2008: Outstanding Supporting Actor in a Comedy Series (Blair Underwood).                  | Nominada  |
| 2009: Outstanding Supporting Actor in a Comedy Series (Blair Underwood).                  | TBA       |
| 2009: Outstanding Supporting Actress in a Comedy Series (Wanda Sykes).                    | TBA       |
| Satellite Awards:                                                                         |           |
| 2006 - 2008: Best Actress in a Series, Comedy or Musical (Julia Louis-Dreyfus).           | Nominada  |
| Premios del Sindicato de Actores:                                                         |           |
| 2007: Outstanding Performance by a Female Actor in a Comedy Series (Julia Louis-Dreyfus). | Nominada  |
| Young Artist Awards:                                                                      |           |
| 2008: Best Performance in a TV Series - Young Actor Ten or Under (Trevor Gagnon).         | Nominado  |